# Terça Insana
A Terça Insana é um projeto humorístico que apresentado originalmente, como sugere o nome, toda terça-feira por diferentes atores interpretando variados personagens.
O grupo, criado pela atriz Grace Gianoukas em novembro de 2001 na cidade de São Paulo, era composto por um elenco que se modificava em cada temporada.
Com poucas exceções, a maioria dos quadros é monólogo com cerca de dez minutos de duração e o discurso freqüentemente inclui palavrões.
Em geral, as apresentações humorísticas também levam à reflexão ao fazer sátira a estereótipos humanos ou a assuntos controversos tais como drogas, pobreza, preconceito, alcoolismo e apatia social, entre outros conflitos do cotidiano.[carece de fontes?]

## História
Tudo começou quando Grace foi convidada a utilizar o N.Ex.T., Núcleo Experimental de Teatro, uma espécie de cabaré no centro da cidade. Ela chamou alguns amigos para iniciar o projeto. A liberdade de criação e a variedade dos temas e das personagens sempre foram características essenciais das apresentações do tipo stand-up. O sucesso foi imediato. Quando Grace e seus amigos inauguraram o espaço, coube a Roberto Camargo abrir o espetáculo, sendo que a cada semana, a abertura seria de um modo diferente. Deste modo, enquanto permaneceu no grupo, Roberto atuou também como uma espécie de mestre-de-cerimônias do grupo, fazendo a abertura de cada show.
A partir de 2013, a Terça Insana ganha forma de produtora e passa se chamar Terça Insana Produções Artísticas, e permanece viajando o Brasil com elenco rotativo e shows.
Em 2014, ao lado de Grace Gianoukas segue formatação de 2 shows elaborados dentro do vasto números de criações e personagens: "Mulheres Insanas" e "Homens Insanos".
Em 2015, estréia no Teatro Folha o espetáculo "Terça Insana - Grace Gianoukas Recebe", um talk show de humor apresentado por Grace Gianoukas, durante o qual Grace recebe o público para um show de entretenimento a bordo.
Em 2020, devido à pandemia do coronavirus, as apresentações passam a ser feitas no formato drive-in.

## Elenco
Já passaram pelo grupo os atores:
- Marcelo Mansfield
- Octávio Mendes
- Luís Miranda
- Graziella Moretto
- Ângela Dip
- Ilana Kaplan
- Fábio Porchat
- Marcelo Médici
- Marco Luque
- Guilherme Uzeda
- Oscar Filho
- Silvetty Montilla
- Renata Augusto
- Fernandinho Beat Box
- Conrado Caputto
- Alex Morenno
- Cris Wersom
- Tatiana Thomé
- Rita Murai
- Mila Ribeiro
- Darwin Demarch
- Sidnei Caria
- Valéria Houston
- Rafael Leidens
- Falcão